# Richard Chamberlain
Richard Chamberlain   (Beverly Hills, 31 de març de 1934 - Waimanalo, 29 de març de 2025) fou un actor estatunidenc de cinema i teatre.

## Biografia
Va debutar en la televisió realitzant papers secundaris en diverses sèries, com La llei del revòlver, Alfred Hitchcock presents i Thriller.
El 1960, va començar en teatre i al cinema, presentant-se a Broadway amb Holly Gollightly, versió teatral de la pel·lícula de Blake Edwards Esmorzar amb diamants, que al seu torn es basava en el relat homònim de Truman Capote.
Va aconseguir una gran part de la seva fama a partir del 1961, data en la qual protagonitza la sèrie Dr. Kildare, mantinguda en pantalla fins al 1965. Es va convertir en estrella indiscutible de la televisió, mitjà en el qual també va interpretar una versió de Hamlet el 1970 i la sèrie Centennial el 1978, a més de la sèrie L'ocell de l'arç el 1983.
Va tenir papers menors en pel·lícules com Els tres mosqueters de Richard Lester i la superproducció El colós en flames. Amb Les mines del rei Salomó, al costat d'una jove Sharon Stone, va voler sortir dels personatges secundaris al cinema i guanyar més identitat en la pantalla gran.
Al juny del 2003, Chamberlain –que durant anys va captivar el cor de les dones des de la televisió, el cinema i el teatre– va decidir «sortir de l'armari» i declarar públicament la seva homosexualitat. La seva declaració va coincidir amb la publicació de les seves memòries, Shattered Love, en les quals confessava una infància difícil.

## Filmografia
Les seves pel·lícules més destacades són:
| Any       | Títol                                                                                  | Paper                      | Notes |
| --------- | -------------------------------------------------------------------------------------- | -------------------------- | --- |
| 1960      | The Secret of the Purple Reef                                                          | Dean Christopher           | |
| 1960      | Rescue 8                                                                               | Desconegut                 | Episodi: "High Explosive" |
| 1960      | Bourbon Street Beat                                                                    | Dale Wellington            | Episodi: "Target of Hate" |
| 1960      | Gunsmoke                                                                               | Pete                       | Episodi: "The Bobsy Twins" |
| 1960      | Thriller                                                                               | Larry Carter               | Episodi: "The Watcher" |
| 1961-1966 | Dr. Kildare                                                                            | Dr. James Kildare          | 191 episodis |
| 1961      | A Thunder of Drums                                                                     | Tinent Porter              | |
| 1961      | The Deputy                                                                             | Jerry                      | Episodi: "Edge of Doubt" |
| 1961      | Whispering Smith                                                                       | Chris Harrington           | Episodi: "Stain of Justice" |
| 1963      | Twilight of Honor                                                                      | David Mitchell             | |
| 1965      | Joy in the Morning                                                                     | Carl Brown                 | |
| 1967      | The Portrait of a Lady                                                                 | Ralph Touchett             | 8 episodis |
| 1968      | Petulia                                                                                | David Danner               | |
| 1969      | The Madwoman of Chaillot                                                               | Roderick                   | |
| 1970      | Julius Caesar                                                                          | Octavius Caesar/Augustus   | |
| 1970      | The Music Lovers                                                                       | Tchaikovsky                | |
| 1972      | The Woman I Love                                                                       | King Edward VIII           | Telefilm |
| 1972      | Lady Caroline Lamb                                                                     | Lord Byron                 | |
| 1973      | Els tres mosqueters (The Three Musketeers)                                             | Aramis                     | |
| 1974      | The Lady's Not For Burning                                                             | Thomas Mendip              | Telefilm |
| 1974      | The Last of the Belles                                                                 | F. Scott Fitzgerald        | Telefilm |
| 1974      | The Towering Inferno                                                                   | Roger Simmons              | |
| 1974      | The Four Musketeers                                                                    | Aramis                     | |
| 1975      | The Count of Monte Cristo                                                              | Edmond Dantes              | Telefilm Nominació − Primetime Emmy al millor actor en programa especial còmic o dramàtic                                                   |
| 1975      | The Christmas Messenger                                                                | Christmas Messenger        | Curt |
| 1976      | The Slipper and the Rose                                                               | Prince Edward              | |
| 1977      | The Last Wave                                                                          | David Burton               | |
| 1977      | The Man in the Iron Mask                                                               | Felip i Lluís XIV          | Telefilm |
| 1978      | L'eixam (The Swarm)                                                                    | Dr. Hubbard                | |
| 1978-1979 | Centennial                                                                             | Alexander McKeag           | 12 episodis Nominació − Globus d'Or al millor actor en sèrie de televisió dramàtica                                                         |
| 1980      | Shōgun                                                                                 | Pilot John Blackthorne     | 5 episodis Globus d'Or al millor actor en sèrie de televisió dramàtica Nominació − Primetime Emmy al millor actor en minisèrie o telefilm   |
| 1982      | Murder by Phone                                                                        | Nat Bridger                | |
| 1983      | The Thorn Birds                                                                        | Ralph de Bricassart        | 4 episodis Globus d'Or al millor actor en minisèrie o telefilm Nominació − Primetime Emmy al millor actor en minisèrie o telefilm           |
| 1983      | "Cook and Peary: The Race to the Pole"                                                 | Frederick Cook             | Telefilm |
| 1985      | Les mines del rei Salomó (King Solomon's Mines)                                        | Allan Quatermain           | |
| 1985      | Wallenberg: A Hero's Story                                                             | Raoul Wallenberg           | Telefilm Nominació − Globus d'Or al millor actor en minisèrie o telefilm Nominació − Primetime Emmy al millor actor en minisèrie o telefilm |
| 1986      | Dream West                                                                             | John Charles Fremont       | Telefilm |
| 1987      | Allan Quatermain a la ciutat perduda d'or (Allan Quatermain and the Lost City of Gold) | Allan Quatermain           | |
| 1987      | Casanova                                                                               | Giacomo Casanova           | Telefilm |
| 1988      | The Bourne Identity                                                                    | Jason Bourne               | Telefilm Nominació − Globus d'Or al millor actor en minisèrie o telefilm                                                                    |
| 1989      | El retorn dels mosqueters (The Return of the Musketeers)                               | Aramis                     | |
| 1989-1990 | Island Son                                                                             | Dr. Daniel Kulani          | 19 episodis |
| 1991      | Aftermath: A Test of Love                                                              | Ross Colburn               | Telefilm |
| 1991      | Night of the Hunter                                                                    | Harry Powell               | Telefilm |
| 1993      | Ordeal in the Arctic                                                                   | Captain John Couch         | Telefilm |
| 1995      | Bird of Prey                                                                           | Jonathan Griffith          | |
| 1996      | The Thorn Birds: The Missing Years                                                     | Ralph de Bricassart        | Telefilm |
| 1997      | A River Made to Drown In                                                               | Thaddeus MacKenzie         | |
| 1997      | All the Winters That Have Been                                                         | Dane Corvin                | Telefilm |
| 1997      | The Lost Daughter                                                                      | Andrew McCracken           | Telefilm |
| 2000      | Touched by an Angel                                                                    | Everett/Jack Clay          | Episodi: "The Face on the Bar Room Floor"                                                                                                   |
| 2002      | The Drew Carey Show                                                                    | Maggie Wick                | 2 episodis |
| 2004      | The Pavilion                                                                           | Huddlestone                | |
| 2005      | Will & Grace                                                                           | Clyde                      | Episodi: "Steams Like Old Times" |
| 2006      | Blackbeard                                                                             | Charles Eden               | Telefilm |
| 2006      | Hustle                                                                                 | James Whittaker Wright III | Episodi: "Whittaker Our Way Out" |
| 2006      | Strength and Honor                                                                     | Denis O'Leary              | |
| 2006      | Nip/Tuck                                                                               | Arthur Stiles              | Episodis: "Blu Mondae" |
| 2007      | I Now Pronounce You Chuck and Larry                                                    | Councilman Banks           | |
| 2007      | Desperate Housewives                                                                   | Glen Wingfield             | Episodi: "Distant Past" |
| 2010-2012 | Leverage                                                                               | Archie Leach               | 2 episodis |
| 2010      | Chuck                                                                                  | Adelbert De Smet           | 2 episodis |
| 2010-2011 | Brothers & Sisters                                                                     | Jonathan Byrold            | 5 episodis |
| 2011      | The Perfect Family                                                                     | Monsignor Murphy           | |
| 2011      | We Are the Hartmans                                                                    | Hartman                    | |
| 2011      | Thundercats                                                                            | Zigg                       | Episodi: "Forest of Magi Oar" |
| 2015      | Justice League: Gods and Monsters                                                      | Highfather                 | Veu |